# Божоле-нуво

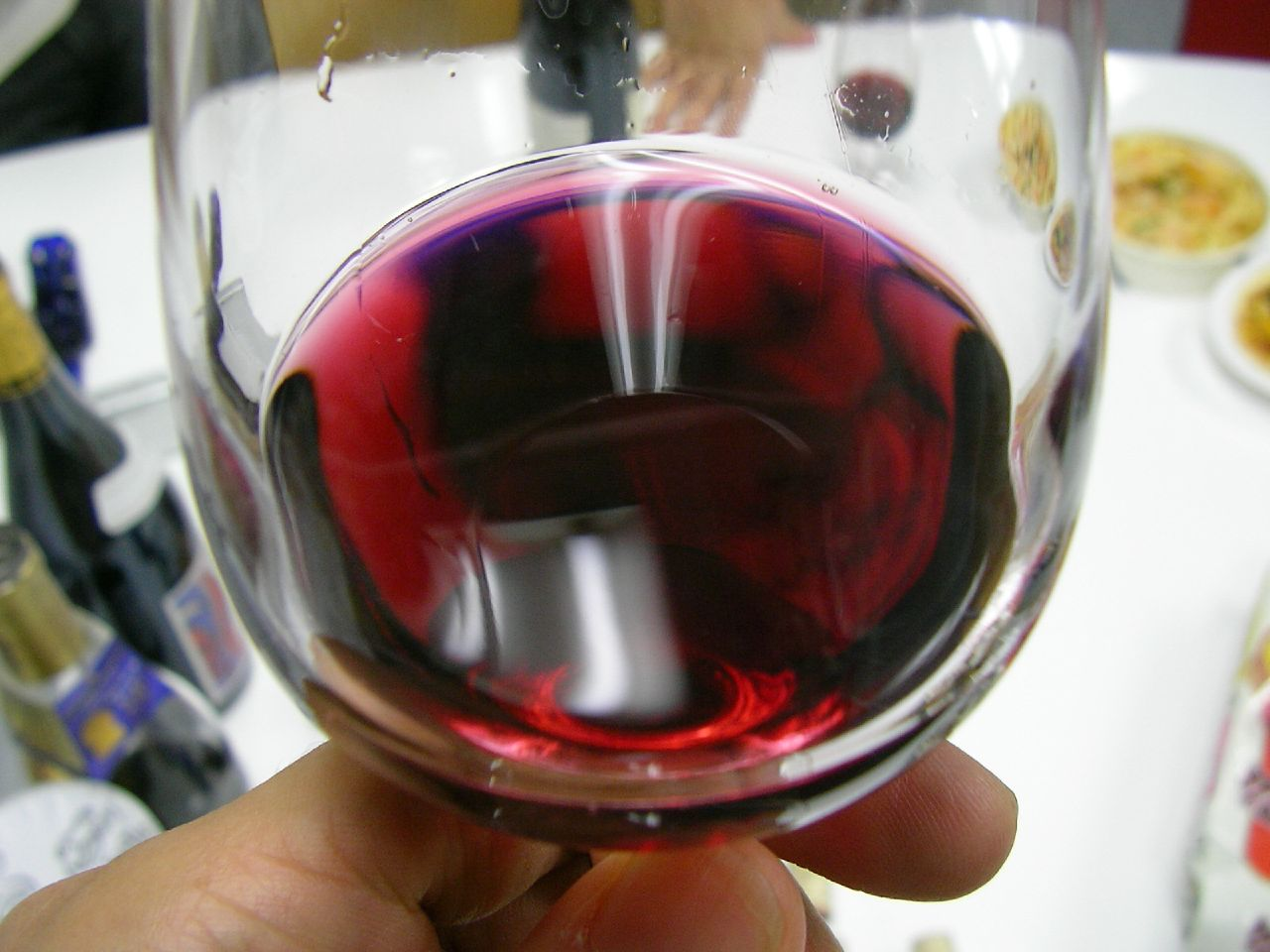
Божоле нуво в бокале

Божоле́-нуво́ (фр. Beaujolais nouveau — новое божоле) — вид молодого французского вина, вырабатываемого из винограда сорта гаме  в исторической области Франции Божоле (Бургундия).
Это вино поступает в продажу непосредственно после окончания ферментации, шесть недель спустя после сбора урожая. Согласно законам Франции, вино свежего урожая официально презентуется в третий четверг ноября; этот день часто называют «праздником божоле». Получила распространение фраза «Le Beaujolais est arrivé!» (с фр. — «Божоле прибыло!»), служащая девизом для проходящих в этот день по всему миру празднеств. На рынке США с 2005 года применяется новый рекламный слоган «It’s Beaujolais Nouveau Time!» (с англ. — «Время божоле нуво!»).
Вино обладает ярким, резким вкусом с нетерпким фруктовым букетом (в божоле нуво практически отсутствуют танины). Дегустаторы характеризуют божоле нуво как лёгкое, живое, с ярким характером, выделяя тона смородины, вишни и малины и подчеркивая блестящий и прозрачный красный цвет напитка. Божоле нуво рекомендуется употреблять охлаждённым до 13 °C, в качестве закуски обычно предлагают мясную нарезку, сыры. Божоле нуво не предназначено для долговременного хранения, обычно его употребляют максимум до марта следующего за сбором урожая года.

## Производство
В основе формирования яркого вкуса божоле нуво лежит процесс углекислотной мацерации исходного сырья, осуществляемый в небольших закрытых чанах объёмом не более 60 гектолитров. Мацерация продолжается обычно 5—6 дней, сок, количество которого относительно невелико (примерно 50 % процентов от общей массы винограда), выделяется под тяжестью самих виноградных гроздей. После этого виноград прессуют, дальнейшее брожение обычно продолжается около месяца, после чего вино разливается по бутылкам.

Ежегодное производство божоле нуво составляет около 45 млн литров, примерно половина экспортируется за пределы Франции (самыми крупными потребителями этого молодого вина в мире являются США, Япония и Германия). Наибольшей популярности божоле нуво достигло в 1980-е годы; с тех пор интерес к нему постепенно снижается. 

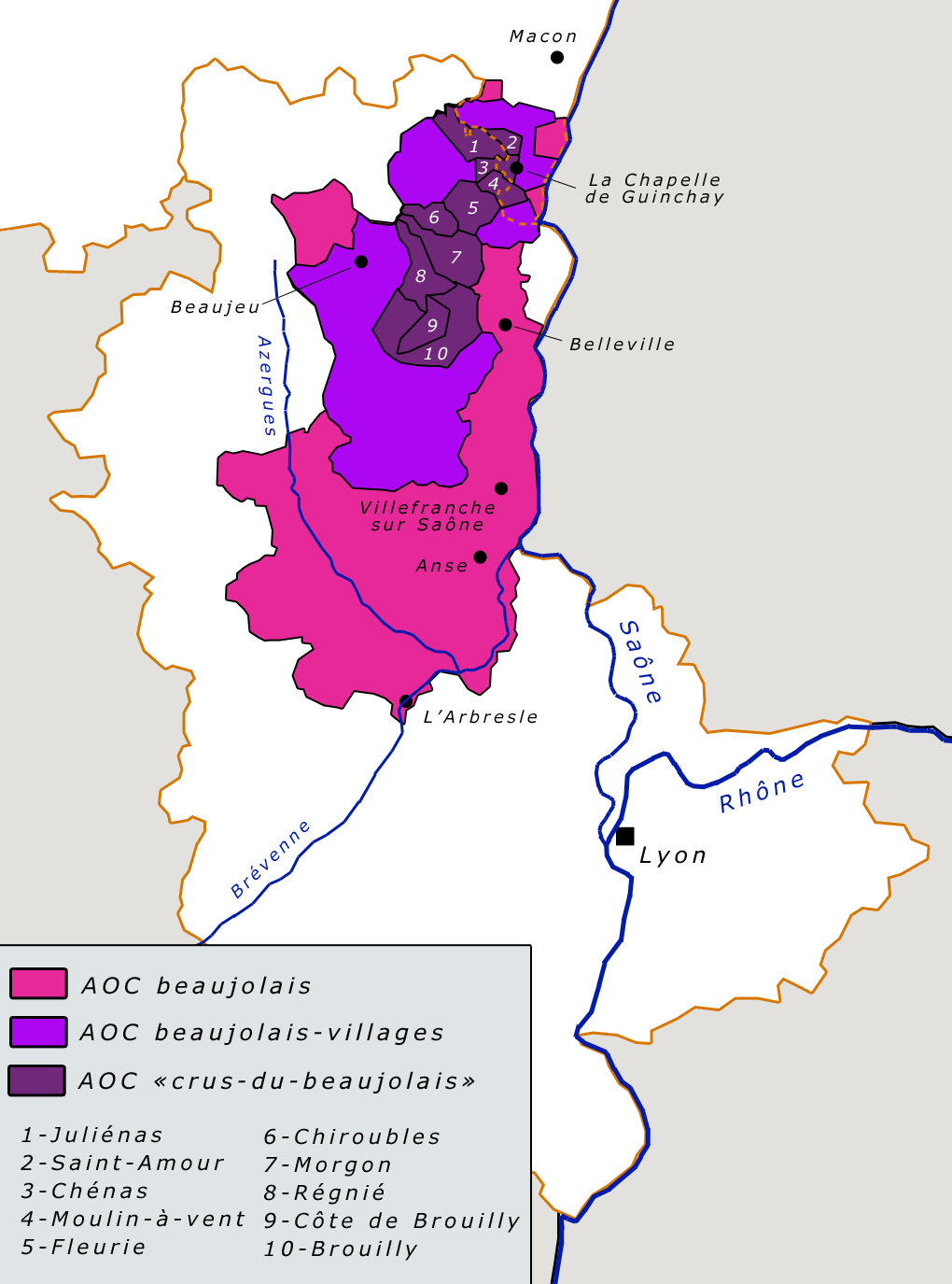
Винодельческая карта региона Божоле

Крупнейшие производители божоле:
- Жорж Дюбёф[фр.]
- Louis Jadot[англ.]
- Domaine Yvon Metras
- Jean-Paul Thevenet
- Albert Bichot

## История
Традицию празднования «Дня божоле нуво» связывают со следующим. Вино, получаемое из винограда сорта гамэ, обычно созревает быстро и обладает невысоким качеством. В связи с быстрым созреванием вина, получаемого из гамэ, бургундские виноделы еще в середине XIX века начали проводить доходную кампанию по продажам «первого» вина. 8 сентября 1951 года Франция приняла законодательный акт, согласно которому вино текущего года на территории страны можно было продавать не раньше 15 декабря. Однако по требованию виноделов Божоле для них впоследствии было сделано исключение, и молодое вино из Божоле появлялось в продаже в ноябре, третий четверг.
И всё же в 1967 году государство вновь ограничило дату начала продажи божоле нуво (полночь 15 ноября). В 1985 году эта дата была установлена как третий четверг ноября.
Популярность праздника Божоле связывают и с тем, что хотя 11 ноября, в день Святого Мартина, во Франции издавна устраивали праздники молодого вина, но 11 ноября 1918 года было подписано соглашение о перемирии в Первой мировой войне, и эта дата стала днём памяти погибших, после чего широкие торжества в данный день стали неуместными. Тем не менее, позднее праздник молодого вина нашёл своеобразное перерождение в «Дне божоле нуво».

## Другие разновидности молодого вина
- Святомартинское вино
- Молодой венский вельтлинер
- Винью-верде